# Judy (magazine)
Pour les articles homonymes, voir Judy.
Judy, or The London Serio-Comic Journal est un magazine hebdomadaire humoristique et satirique britannique fondé en 1867 par M. Bourne et Charles H. Ross avant d'être racheté en 1872 par les frères Dalziel. Il disparaît en 1907.
S'inspirant du magazine satirique à succès Punch, tout en étant plus conservateur, beaucoup moins incisif et meilleur marché, Judy proposait textes, caricatures, illustrations et bandes dessinées destinés aux classes moyennes. Ce fut selon David Kunzle « l'un des plus populaires des magazines humoristiques familiaux de l'Angleterre de la fin du XIXe siècle ». C'est dans ses pages qu'est né Ally Sloper, qualifié par Roger Sabin de « première superstar de la bande dessinée ».

## Histoire

### La collaboration Ross-Dalziel
Judy est fondé en 1867 par M. Bourne et Charles H. Ross sur le modèle du magazine satirique à succès Punch, créé en 1841, et de son rival bon marché Fun, lancé en 1861 et racheté en 1870 par les frères Dalziel. Le succès de Judy conduit les Dalziel à le racheter en 1872. Gilbert Dalziel, fils d'Edward, est nommé directeur de la publication, tandis que la direction éditoriale reste entre les mains de Ross. Grâce à ces nouveaux moyens financiers, la revue peu engager de nombreux illustrateurs, comme le célèbre Phiz, qui trouvait là un moyen de gagner facilement de l'argent.
À partir de 1872, Dalziel et Ross publient toute une série de livres de divertissement (recueils de dessins, almanachs, petits romans et guides humoristiques) publiés par « les bureaux de Judy » (« “Judy” Office »). Écrits principalement par Charles H. Ross ou Ernest Warren, ces « Shilling Books » (« Livres à un shilling »), qui coûtaient en fait moins d'un shilling (12 pence), étaient tous richement illustrés par les auteurs de la revue (Phiz, Fred Barnard, Adelaide Claxton, Archibald Chasemore, Marie Duval, William Reynolds, etc.).
En 1883, Ross revend à Dalziel ses droits sur Ally Sloper. Afin d'exploiter au mieux le personnage, Dalziel lance alors le 2 mai 1884 Ally Sloper's Half Holiday, un hebdomadaire centré sur le personnage. Cela fait disparaître Ally de Judy. Cependant, ce n'est pas une mauvaise période pour la revue, à laquelle continuent à contribuer nombre d'illustrateurs qui savent séduire le lectorat comme W. G. Baxter, Bernard Partridge, Maurice Greiffenhagen, Alfred Bryan, Fred Pegram, Raven Hill, F. H. Townsend ou toujours Fred Barnard. Cependant, Judy ne parvient pas à garder un illustrateur sortant du lot et sa qualité décline progressivement, bien que les ventes restent correctes
À la suite de désaccords avec Dalziel, Ross quitte définitivement Judy en 1887, ce qui entraîna la fin de la publication des « Shilling Books ». Ross lance un magazine concurrent, C. H. Ross's Variety Paper, qui cesse cependant après une trentaine de numéro. En 1888, Gilbert rachète pour 8000 livres la revue à son père et ses oncles.

## Le plus conservateur des journaux populaires
Journal conservateur (il soutient toujours Benjamin Disraeli contre William Gladstone), Judy défendait cependant ardemment la protection des femmes et l'éducation obligatoire. En effet, femmes comme enfants formaient un lectorat potentiel non négligeable.

## Documentation
- (en) John Adcock, « Judy’s “Jolly Books”  », sur Yesterday's papers, 28 janvier 2010.
- (en) George et Edward Dalziel, The Brothers Dalziel. A record of fifty years' work in conjunction with many of the most distinguished artists of the period, 1840-1890, Londres : Methuen, 1901.
- (en) David Kunzle, « Marie Duval: A Caricaturist Rediscovered », dans Woman's Art Journal, vol. 7, n°1, printemps-été 1986, p. 26-31.
- (en) David Kunzle, « Busch Abroad: How a German Caricaturist Willy Nilly Helped Launch the New Cheap Comic Magazines in Britain and the United States », dans Victorian Periodicals Review, vol. 25, n°3, 1992, p. 92-99.
- (en) Brian Maidment, avec Kery Chez et Matthew Taunton, « Judy », dans Laurel Brake et Marysa Demoor (dir.), Dictionary of Nineteenth-Century Journalism in Great Britain and Ireland, Gand : Academia Press, 2009, p. 327-328.
- (en) Roger Sabin, « Ally Sloper: The First Comics Superstar? », dans Image & Narrative vol. IV, n°1, octobre 2003.